# Ctenitis eriocaulis
Ctenitis eriocaulis är en träjonväxtart som först beskrevs av Fée, och fick sitt nu gällande namn av Arthur Hugh Garfit Alston. Ctenitis eriocaulis ingår i släktet Ctenitis och familjen Dryopteridaceae. Inga underarter finns listade.